# Atrasana pinheyi
Atrasana pinheyi är en fjärilsart som beskrevs av Sergius G. Kiriakoff 1962. Atrasana pinheyi ingår i släktet Atrasana och familjen tandspinnare. Inga underarter finns listade i Catalogue of Life.